# L'Œil de Rê
L'Œil de Rê est le 18e album de la série de bande dessinée Papyrus de Lucien De Gieter. L'ouvrage est publié en 1995.

## Synopsis
Lors de la fête d'Opet, Amenmès, un des nombreux fils de Ramsès II éborgne la statue du dieu Amon-Rê et dispute le trône au pharaon Mérenptah.